# NGC 1004
NGC 1004 is een elliptisch sterrenstelsel in het sterrenbeeld Walvis. Het hemelobject werd op 1 december 1880 ontdekt door de Franse astronoom Édouard Jean-Marie Stephan.

## Synoniemen
- PGC 9961
- UGC 2112
- MCG 0-7-57
- ZWG 388.68